# Ледмозерское сельское поселение
Ледмозе́рское сельское поселение — муниципальное образование в Муезерском районе Республики Карелия Российской Федерации.
Административный центр — посёлок Ледмозеро.

## Население
| 2009  | 2010  | 2012  | 2013  | 2014  | 2015  | 2016  |
| ----- | ----- | ----- | ----- | ----- | ----- | ----- |
| 3009  | ↘2528 | ↘2464 | ↘2431 | ↘2383 | ↘2371 | ↘2320 |
| 2017  | 2018  | 2019  | 2020  | 2021  | 2023  |       |
| ↘2280 | ↘2240 | ↘2198 | ↘2119 | ↘1743 | ↘1692 |       |

## Населённые пункты
В сельское поселение входят 3 населённых пункта:
| № | Населённый пункт | Тип населённого пункта | Население |
| - | ---------------- | ---------------------- | --------- |
| 1 | Кимасозеро       | деревня                | ↘11       |
| 2 | Ледмозеро        | посёлок                | ↘2046     |
| 3 | Тикша            | посёлок                | ↘374      |